# Eisei Meijin VI
Eisei Meijin VI (en japonès: 永世名人VI) és un videojoc d'estil tradicional de shogi llançat per Konami. Es va publicar per a GameCube i PlayStation 2 al Japó el 26 de novembre de 2002.
Permet als jugadors competir en jocs de shogi contra un jugador controlat per la consola o un altre amb un segon comandament. A més, inclou opcions com l'adaptació dels paràmetres de la partida o modalitats per a principiants com un tutorial i consells i altres més desafiants per als experts.
Una altra versió, anomenada Tsuushin Shogi Club (通保将棋倶楽部), es va llançar per a PlayStation 2, afegint-hi suport per jugar en línia a través del servei Shogi Club 24.